# MICHAEL

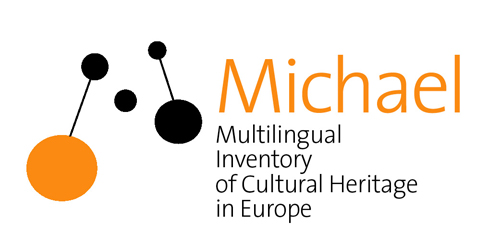
Oficiální logo projektu MICHAEL

MICHAEL je anglická zkratka pro Multilingual Inventory of Cultural Heritage in Europe, což znamená Vícejazyčný inventář evropského kulturního dědictví. MICHAEL je internetový portál nabízející jednoduchý a rychlý přístup k široké paletě digitálních sbírek z muzeí, knihoven, archivů a dalších kulturních institucí v Evropě.

## Jaký druh informací bude MICHAEL obsahovat
Katalog MICHAEL je zaměřen na  digitální kulturní sbírky muzeí, knihoven, archivů a dalších kulturních institucí.
Detailní popis digitálních sbírek obsahuje informace všeobecné (např. předmět sbírky, období, kultury, slavné osobnosti), odborné (např. digitální formát, standardy použité při digitalizaci), ale i data související se sbírkou (např. instituce vlastnící/spravující sbírku, fyzická sbírka, ze které byla digitální sbírka vytvořena). Samozřejmostí je odkaz na internetové stránky samotné digitální sbírky či v některých případech přiložený ilustrační obrázek dané digitální sbírky.  

## Národní a evropský internetový portál
Každá zapojená země má za úkol zpřístupnit své digitální kulturní dědictví prostřednictvím národního portálu. V současné době je zatím možné vyhledávat pouze ve sbírkách Francie, Itálie a Velké Británie – ostatní země spustí své národní portály v polovině roku 2008.  
Kromě národních portálů, které jsou více svázány s danou zemí, byl spuštěn i evropský kulturní portál sdružující všechny národní katalogy MICHAEL.

## Projekt MICHAEL
Projekt MICHAEL byl zahájen v roce 2004 ve třech evropských zemích: Francii, Itálii a Velké Británii. Po dvou letech (červen 2006) se projekt pod názvem MICHAEL Plus rozšířil do dalších jedenácti evropských zemí: České republiky, Finska, Maďarska, Malty, Německa, Nizozemska, Polska, Portugalska, Řecka, Španělska a Švédska. Nedávno se do projektu zapojila Belgie, Bulharsko, Estonsko a Slovensko.  
Oba projekty jsou financovány Evropskou komisí prostřednictvím programu eTen.